# Дарувари, Геза
Геза Дарувари (венг. Géza Daruváry; 12 января 1866, Пешт, Венгерское королевство — 3 августа 1934, Будапешт) — венгерский политический и государственный деятель, министр иностранных дел Венгрии (19 декабря 1922 — 7 октября 1924), министр юстиции (1922—1923), дипломат.

## Биография
Сын юриста, вице-президента Королевского двора. Изучал право в Будапештском университете и Лейпциге. Начал трудовую карьеру в суде, затем перешёл в Министерство юстиции Венгрии. С 1894 года — на дипломатической службе. В 1905 году в качестве придворного советника работал в кабинете министров.
До начала Первой мировой войны был консулом в нескольких государствах, консул и вице-консул Австро-Венгрии в Одессе, Софии, Белграде, Салониках, Амстердаме, Франкфурте, Киеве (1900—1902).
В 1922 году премьер-министр Иштван Бетлен назначил его министром юстиции Венгрии.
В качестве министра иностранных дел безуспешно выступал за установление более тесных связей с Советским Союзом в области торговли и дипломатии.